# Serra de Nogueroles
La serra de Nogueroles és alineació muntanyenca situada a la comarca aragonesa de Gúdar-Javalambre, en la unitat morfoestructural de la Serra de Gúdar.
Les principals altures són el Chaparroso (1.804 m), Nevera (1.772 m), Cerro Antona (1.722 m), el Cabezo de las Cruces (1.710 m) i la Piedra del Caballo (1.579 m). La serralada s'estén entre els municipis de Nogueroles (d'on pren el nom), Alcalà de la Selva i Llinars de Móra. A l'extrem sud-es fita amb el municipi valencià Cortes d'Arenós (Alt Millars) on es troba el cim del Cabezo de las Cruces.
El vessant est de la serra desguassa cap al riu Llinars o riu de Vilafermosa, així com el vessant nord que també ho fa a través del seu tributari el riu Paulella. Pel vessant sud les aigües corren pels diversos barrancs afluents del riu Millars.